# Trollech
Trollech — чешская пейган-блэк-металическая группа.

## История
В 1999 году Lord Morbivod и Asura Godwar Gorgon’s Ray сформировали группу и начали выступать на концертах, но их первый альбом был издан только в 2001 году. Жанр этого альбома был определен как «лесной пейган-блэк метал» (forest pagan black metal). Вся лирика написана на чешском и очевидно следует определённым темам, вращающимся вокруг лесов, деревьев, замков, троллей, гномов, погоды (гроза, дождь) и других природных сущностей в мистическом королевстве Trollech, в котором музыканты играют роль стражей.
Музыка Trollech считается пейган-металом первого поколения, особенно ранние альбомы. Их простая, но при этом мелодичная музыка создает основу для лирики, главного качества группы. Trollech используют чешский в игровой форме, включающей частое использование архаично-звучащих и необычных слов.

## Участники группы

### Действующие участники
- Asura Godwar Gorgon’s Ray — вокал, бас (Mythopoeia)
- Lord Morbivod — гитара, бэк-вокал (Mramor, Quercus, Stíny Plamenù, Umbrtka, War For War)
- Throllmas — гитара, бэк-вокал
- Sheafraidh — ударные (Stíny Plamenù)

### Бывшие участники
- Johannes — гитара (2001—2006)

## Дискография
| Год  | Дата выхода | Название                 | Тип            | Лейбл               |
| ---- | ----------- | ------------------------ | -------------- | ------------------- |
| 2000 |             | Dech pohanských větrů    | Демо           | ---                 |
| 2001 | 15 декабря  | Ve Hvozdech…             | Полноформатный | Eclipse Productions |
| 2002 | 8 февраля   | Synové lesů              | Полноформатный | Eclipse Productions |
| 2003 | 1 февраля   | Tváře stromů             | EP             | Eclipse Productions |
| 2003 | 30 марта    | V rachotu hromů          | Полноформатный | Eclipse Productions |
| 2005 | февраль     | Tumultus / Saros         | Сплит          | Pigeonshit Agency   |
| 2006 | 31 мая      | Svatoboj                 | Концертный     | Long Ago Records    |
| 2006 | 30 мая      | Skryti v mlze            | Полноформатный | Ketzer Records      |
| 2007 | август      | Trollech vs. Heiden      | Сплит          | Naga productions    |
| 2010 | 1 марта     | Jasmuz                   | Полноформатный | Ketzer Records      |
| 2012 | 1 ноября    | Vnitřní tma              | Полноформатный | Ketzer Records      |
| 2017 | 11 октября  | Každý strom má svůj stín | Полноформатный | Независимый         |

## Видеоклипы
| Год  | Композиция            | С альбома       |
| ---- | --------------------- | --------------- |
| 2003 | Ve Stínu Starých Dubů | V rachotu hromů |
| 2012 | Vnitřní tma           | Vnitřní tma     |

### Интервью
- Интервью с Asura G. G. Ray (англ.). Metalmessage. Дата обращения: 3 октября 2012. Архивировано 30 мая 2007 года.
- Интервью с Asura G. G. Ray для электронного журнала Black Minds Magazine. Дата обращения: 3 октября 2012. Архивировано из оригинала 23 февраля 2008 года.